# Fejlett ország
A fejlett ország   olyan állam, amely magas életminőséggel, fejlett gazdasággal és fejlett technológiai infrastruktúrával rendelkezik a többi, kevésbé fejlett országhoz képest. 
A gazdasági fejlettség értékelésének kritériumai leggyakrabban a bruttó hazai termék (GDP), a bruttó nemzeti termék (GNP), az egy főre jutó jövedelem, az iparosodás szintje, az infrastruktúra szintje és az általános életszínvonal.  A fejlett országok másik általánosan használt mérőszáma az egy főre jutó GDP (PPP) legalább 22 000 USD küszöbértéke. 2023-ban mintegy negyven ország felelt meg e a fő kritériumoknak. 
Nincs egyértelmű megállapodás arról, hogy mely országok tartoznak ebbe a kategóriába. A fejlett országokat a Nemzetközi Valutaalap és a Világbank eltérően definiálja. 

2021-es HDI világtérkép.A sötétzöld a legmagasabban fejlett.

| ≥ 0,900 0,850–0,899 0,800–0,849 0,750–0,799 | 0,700–0,749 0,650–0,699 0,600–0,649 0,550–0,599 | 0,500–0,549 0,450–0,499 0,400–0,449 ≤ 0,399 nincs adat |

## Országlisták

### Magas jövedelmű OECD-tagok
A Világbank 2018-ban a következő 34 országot minősítette "magas jövedelmű OECD-tagoknak":  
26 európai ország
- Ausztria
- Belgium
- Csehország
- Dánia
- Egyesült Királyság
- Észtország
- Finnország
- Franciaország
- Görögország
- Izland
- Írország
- Lengyelország
- Lettország
- Litvánia
- Luxemburg
- Hollandia
- Magyarország
- Olaszország
- Németország
- Norvégia
- Portugália
- Szlovákia
- Szlovénia
- Spanyolország
- Svédország
- Svájc

három ország Amerikában
- Kanada
- Chile
- Egyesült Államok

három ázsiai ország
- Izrael
- Japán
- Dél-Korea

két ország Óceániában
- Ausztrália
- Új-Zéland

### ENSZ: Fejlett gazdaságok
Az Egyesült Nemzetek Gazdasági és Szociális Ügyek Minisztériumának Világgazdasági helyzetről és kilátásokról szóló jelentése szerint 2024 januárjában a következő 37 ország minősül "fejlett gazdaságnak": 
31 ország Európában:
- Ausztria
- Belgium
- Bulgária
- Ciprus
- Csehország
- Dánia
- Egyesült Királyság
- Észtország
- Finnország
- Franciaország
- Görögország
- Hollandia
- Horvátország
- Izland
- Írország
- Lengyelország
- Lettország
- Litvánia
- Luxemburg
- Magyarország
- Málta
- Németország
- Olaszország
- Norvégia
- Portugália
- Románia
- Szlovákia
- Szlovénia
- Spanyolország
- Svédország
- Svájc

két ország Észak-Amerikában:
- Kanada
- Egyesült Államok

négy ázsiai és csendes-óceáni ország:
- Ausztrália
- Japán
- Dél-Korea
- Új-Zéland

### IMF: fejlett gazdaságok
A Nemzetközi Valutaalap 2022-es listája alapján a következő 41 ország és terület szerepel a "fejlett gazdaságok" között,  hozzáadva több, a CIA által besorolt mikroállamot és függőséget, amelyek kimaradtak az IMF-változatból:  (Magyarország nem került bele a fejlett gazdaságú csoportba.)
- Andorra
- Ausztria
- Belgium
- Horvátország
- Ciprus
- Csehország
- Dánia
- Észtország
- Finnország
- Franciaország
- Németország
- Görögország
- Izland
- Írország
- Olaszország
- Lettország
- Litvánia
- Luxemburg
- Málta
- Hollandia
- Norvégia
- Portugália
- San Marino
- Szlovákia
- Szlovénia
- Spanyolország
- Svédország
- Svájc
- Egyesült Királyság

Plusd
- Liechtenstein
- Monaco

hét ország és terület Ázsiában :
- Hongkong
- Izrael
- Japán
- Makaó
- Szingapúr
- Dél-Korea
- Tajvan

három amerikai ország és terület :
- Kanada
- Puerto Rico
- Egyesült Államok
- Bermuda d

két ország Óceániában :
- Ausztrália
- Új-Zéland